# 의순공주
의순공주(義順公主, 1635년-1662년)는 조선 효종의 양녀이다. 종친 금림군 이개윤의 딸로 본명은 이애숙(李愛淑)이다. 순치제의 섭정왕이자 계부(繼父)였던 도르곤의 계실(繼室) 대복진(大福晉)이다. 1650년 12월 31일에 도르곤이 사망하여 도르곤의 조카이자 부하 장수였던 친왕 보로(博洛)에게 재가하였지만 보로 또한 1652년 2월에 사망하여 홀로 지내다가, 1656년 4월에 청 연경에 봉명사신(奉命使臣)으로 온 아버지 금림군이 순치제에게 요청하여 그녀를 다시 조선으로 데려왔다. 1662년 8월에 사망하여 경기도 양주군 양주면 금오리(현 의정부시 금오동)에 안장되었다.

## 일생
이애숙은 성종의 서자 익양군(益陽君) 이회(李懷)의 3세손인 금림군 이개윤의 7남 4녀 중 한 명이다.
효종 즉위년인 1649년 12월에 대복진 박이제길특씨(博爾濟吉特氏: 이후 황후로 추존됨)를 잃은 청의 섭정왕 도르곤(1612년 11월 17일~1650년 12월 31일)은 효종 1년(1650년) 3월, 조선 왕 효종에게 친속 장수인 파흘내(巴訖乃) 등을 사신으로 파견해 조선의 공녀(公女)를 계비(繼妃)로 맞이하겠다는 구혼 칙서를 전달했다. 앞서 인조 시대에 조선의 처녀를 첩이나 시녀 용도의 공녀(貢女)로 강제로 차출해간 것과는 달리 정실 부인인 비(妃)로 맞이하겠다는 정식 구혼이었으며, 상대가 여느 황족이 아닌 순치제의 섭정왕이자 계부(繼父)로써 언제 황제로 등극해도 이상치 않을 도르곤의 정비(正妃)가 되는 것이었지만 반청감정이 높았던 조선으로선 달갑지 않은 구혼이었다. 효종은 미혼인 공주는 2세에 불과하다고 거짓말을 했으며, 질녀인 소현세자의 딸들도 모두 숨겼다. 다른 왕족들과 대신들도 딸을 숨기기에 급급하였는데, 이때 자진하여 혼기의 아름다운 딸이 있음을 밝힌 자가 이애숙의 아버지인 금림군 이개윤이다.
효종은 금림군의 딸 애숙을 양녀로 삼아 공주의 작위를 내리고 청으로 보낸다. 애숙에게 내린 공주 봉작명은 의순(義順)으로 대의(大義)에 순종(順從)하였음을 뜻한다. 효종 1년(1650년) 4월 22일, 의순공주가 청나라로 출발하자 효종은 서대문 밖 모화관까지 나아가 송별했으며, 백관들은 반으로 나누어 홍제원까지 수행토록 했다. 그녀의 오빠 두 명이 수행원으로서 그녀를 청나라까지 배종하였고, 우수한 역관 5명, 공노비 중에서 선발된 시녀 16명과 유모, 몸종, 수모(首母: 머리단장과 화장을 책임지는 여성), 의녀 등이 그녀를 따랐다. 5월 21일, 도르곤이 6만 명의 수행인을 이끌고 산해관 부근의 연산(連山)으로 마중나와 혼인의식과 초야를 치렀다.
도르곤과 혼인하고 약 7개월 후인 1650년 12월 31일에 도르곤이 사냥 중에 돌연 사망하였다. 다음해인 1651년 1월, 청의 순치제는 도르곤을 성종의황제(成宗義皇帝)로 추존하여 태묘에 부묘하였고, 도르곤의 첫 대복진이었던 박이제길특씨를 경효충공의황후(敬孝忠恭義皇后)로 추숭하였으며 도르곤의 다른 계복진이자 순치제의 생모인 효장문황후에겐 소성자수황태후(昭聖慈壽皇太后)라는 존호를 올렸다. 
도르곤의 사후에 친왕 보로에게 재가하였지만 1년 만에 보로가 사망하여 다시 홀로 지냈다. 그녀의 재가에 대해 조선에서는 도르곤에게 대역죄가 물어지자 다른 도르곤의 여인들과 함께 황족들에게 노비로 분배된 것으로 그녀의 자의가 아님을 피력한다. 1656년 4월, 청의 봉명사신(奉命使臣)으로 온 아버지 금림군이 황제에게 요청해 다시 조선으로 귀국했다.

### 재가 상대
도르곤이 황제로 추증된 지 얼마 후, 그의 유품 중에 황포(皇袍)가 섞여 있다는 발고로 황위 찬탈 혐의가 일어 그의 모든 작호와 영예가 추탈되고 태묘에서 축출되었으며 죽은 그의 시체는 부관참시되었다. 효종실록에는 의순공주가 백양왕(白陽王)의 아들에게 돌아갔다고(歸) 기록되어 있는데, 4개월 후인 6월 3일 기록에 그녀가 보로에게 시집을 갔다는 기록이 있다. 여기서 보로는 박락(博洛, 중국어 발음: Bolo, 1613~1652)을 말한다. 반면 중국의 기록에는 도르곤의 사후에 안친왕(安親王) 악락(岳樂, 중국어 발음: Yolo, 1625~1689)이 의순공주를 맡은 것(歸)으로 기록되어 있다.
보로와 요로는 누르하치의 7남인 요여민군왕 아파태(饒餘敏郡王 阿巴泰. 중국어 발음: Abatai)의 셋째 아들과 넷째 아들로, 아파태는 도르곤의 이복형이다. 효종실록에 의순공주의 재가 상대가 보로이며, 동국(東國)의 일을 주관하고 있으며, 재가한 친왕이 죽어 다시 혼자가 되었다는 기록은 청사고(淸史稿)에 기록된 보로(博洛)과 일치한다. 또, 의순공주의 재가 상대에 대해 황족의 아들, 도르곤의 장수, 군왕, 친왕이었다는 일치되지 않은 기록도 보로의 전력과 일치하는데, 보로는 부친 아파태와 마찬가지로 봉작에 차별을 받았으며 도르곤의 휘하 장수가 되어 자력으로 전공을 세워 군왕(郡王), 친왕(親王)으로 승봉되었다. 그리고 보로는 도르곤의 사후에 도르곤의 소유를 범한 것으로 탄핵된 경력이 있고, 1652년 3월에 병사하였다. 따라서 보로의 사후에 동생인 안친왕 요로가 의순공주의 거취를 맡았던 것으로 보인다. 그들의 풍습 상, 보로의 사후에 의순공주가 다시 요로에게 재가했을 가능성도 없진 않으나 정확한 기록은 존재하지 않으며 1656년의 실록 기록에도 의순공주의 재가 상대가 이미 사망하였다 하였고, 효종 7년(1656년) 의순공주를 귀국시키며 서신을 보낸 청의 순치제도 그녀가 홀로 되어 저(邸: 종친의 사저, 궁을 뜻한다)에 지내고 있다고 하였으니 확률은 낮은 편이다. 요로는 1689년에 사망했다.

### 말년
효종 7년(1656년) 4월 26일 의순공주가 조선으로 귀국하였다. 그녀의 귀국에 앞서 청의 순치제가 보낸 칙서의 내용에 따르면 "그녀가 미망인(孀)이 되어 종친의 사저(邸)에 지내며 부모 형제와 멀리 떨어졌으니 측은하게 여긴지 오래 되었는데 아비인 이개윤이 딸을 보고자 주청하니 더욱 안쓰러워 의정대신(議政大臣)과 함께 귀국시켜 친지와 살 수 있도록 하니 조선에선 따르라."는 것이다. 효종은 호조에 명을 내려 그녀에게 매달 쌀을 내려 평생을 마치도록 하였다.
하지만 오랑캐에게 시집을 갔고 남편의 사후에 수절치 않고 이내 재가까지 했던 그녀와 그녀의 가족에 대한 조선의 시선은 곱지 못하였으며, 더 이상 정치적 가치도 사라진 그녀에 대한 조정의 태도도 돌변했다. 윤5월 1일, 사헌부에서 의순공주를 조선으로 데려온 금림군 이개윤을 탄핵하여 파직시켰으며, 윤5월 10일에는 사간원에서 파직으로는 벌이 부족하다 하여 이개윤은 삭탈관작되어 성 밖으로 쫓겨났다. 또한, 귀국한 의순공주의 칭호는 이개윤의 딸(女 혹은 女子)로 격하되었으며, 현종실록에는 의순공주가 정식으로 공주로 봉호된 것이 아닌 공주로 일컬어졌을 뿐으로 기록되어 있고, 당연히 공주의 예우도 받지 못하여 오히려 청에서 황족의 예우를 받았던 시절보다 처지가 나빠졌다. 청의 시선때문인지 이개윤은 다시 서용되어 청의 사신으로 활동하였다. 영조 때 만들어진 연려실기술에선 금림군 이개윤이 나라를 위해 딸을 자청해 보낸 것이 아니라 청국에서 보내는 비단을 탐냈기 때문이며, 섭정왕 도르곤이 의순공주를 받아들였다가 소박하여 버리고 하졸에게 시집보낸 것을 이개윤이 청에서 데려오자 사람들이 침을 뱉고 욕하였다 쓰여있다.
그녀에 대해 민간의 불만이 고스란히 반영된 잘못된 전설도 존재하는데, 청으로 시집가는 의순공주가 평안도 정주에서 짐승보다 못한 오랑캐에게 몸을 더럽힐 수 없다며 가파른 벼랑 아래 깊은 물 속으로 몸을 던져 자살하였으며, 시체가 떠오르지 않아 그녀가 쓰고 있던 족두리만으로 무덤을 만들어 족두리묘로 칭했다는 것이다.
1662년 8월 18일에 사망하여 경기도 양주군 양주면 금오리(현 의정부시 금오동)에 안장되었다.

## 기타
의순공주의 청국행(淸國行)을 동행한 호행사 원두표는 귀국하여 도르곤의 반응에 대해 말하기를 도르곤이 처음 의순공주를 보고 기뻐하였으며 수행원들을 대우하는 것도 후하였지만 북경에 도착해서는 공주가 아름답지 않고 시녀들이 못생겼으니 조선이 정성이 없음이라 힐난하였다고 전한다. 그러나 도르곤이 이러한 말을 하였을 당시에 조선이 북벌을 준비하는 것에 대한 의혹을 제기했던 것이나, 성해옹의 《연경재집》에 "도르곤이 의순공주를 매우 기뻐하여 백송골(白松鶻)이라 하였으니 백송골이란 그 자태가 뛰어나다는 말이었다."고 수록된 것으로 미루어 의순공주가 아닌 조선에 대한 불만을 비춘 것으로 해석되고 있다.

## 가족
- 양아버지 : 조선 17대국왕 효종
- 양어머니 : 인선왕후 장씨
- 아버지 : 금림군(錦林君) 이계윤(李愷胤)
- 어머니 : 문화 유씨
  - 오빠 : 이준(李浚)
  - 오빠 : 이수(李洙)
  - 오빠 : 이해(李海)
- 부군 1 : 도르곤, 청나라의 황족 겸 섭정왕, 추존황제.[주 19]
- 부군 2 : 보로(博洛. 효종실록에는 발음대로 甫老로 표기되어 있다.)

## 같이 보기
- 조선 효종
- 도르곤
- 순치제
- (중국어) 보로|
- (영어) 보로
- (중국어) 안친왕 요로
- 복진
- 병자호란
- 정축하성
- 정묘호란
- 의정부시
- 의순공주 대제

## 참고 문헌
- 조선왕조실록(효종실록, 현종실록, 현종개수실록)
- 승정원일기: 의순공주 금림군
- 연려실기술
- 청사고(淸史稿)
- 中文百科在线:도르곤 (중국어)
- 의순공주 - 한국학중앙연구원
- 조선공주실록/신명호/역사의 아침/의순공주 편